# Delej utca
Delej utca est une rue de Budapest, située dans le quartier de Tisztviselőtelep (8e arrondissement).